# Melrubio
Melrubio, o Maelrubha (fl. VII-VIII secolo), fu il fondatore e il primo abate del monastero di Applecross; il suo culto come santo fu confermato da papa Leone XIII nel 1898.

## Biografia
Secondo la tradizione, discendeva da Niall dei Nove Ostaggi, re supremo d'Irlanda: nato nel 642, abbracciò la vita monastica a Bangor e nel 671 partì come missionario per la Scozia orientale, dove fondò l'abbazia di Applecross.
La sua opera ebbe una notevole influenza sulla diffusione del cristianesimo lungo la costa nord-occidentale e nelle zone settentrionali della Scozia.
Si spense nel 722: secondo la tradizione irlandese morì per cause naturali; secondo la tradizione scozzese subì il martirio a Urquhart durante un'incursione dei pirati scandinavi.

## Il culto
Il suo culto era molto popolare nelle Highlands scozzesi. Ancora nel XVII secolo, ad Applecross venivano sacrificati tori in suo onore e sull'isola di Inch-Maree esisteva una fonte dedicata al santo la cui acqua veniva ritenuta miracolosa e utilizzata come rimedio per la pazzia.
Mentre in Irlanda era commemorato il 21 aprile, in Scozia la sua festa era assegnata al 27 agosto, come attestato da breviario di Aberdeen: a causa del significato simile dei loro nomi (in gaelico Melrubio vuol dire "prete rosso"), infatti, il santo di Applecross era confuso con san Rufo.
Il suo culto come santo fu confermato da papa Leone XIII con decreto dell'11 luglio 1898.
Il suo elogio si legge nel martirologio romano al 21 aprile.